# Edward Beard
Edward Peter Beard, född 20 januari 1940 i Providence i Rhode Island, död 11 januari 2021 i Providence i Rhode Island, var en amerikansk politiker (demokrat). Han var ledamot av USA:s representanthus 1975–1981.
Beard efterträdde 1975 Robert Tiernan som kongressledamot och efterträddes 1981 av Claudine Schneider.